# Römisch-katholische Kirche in Frankreich

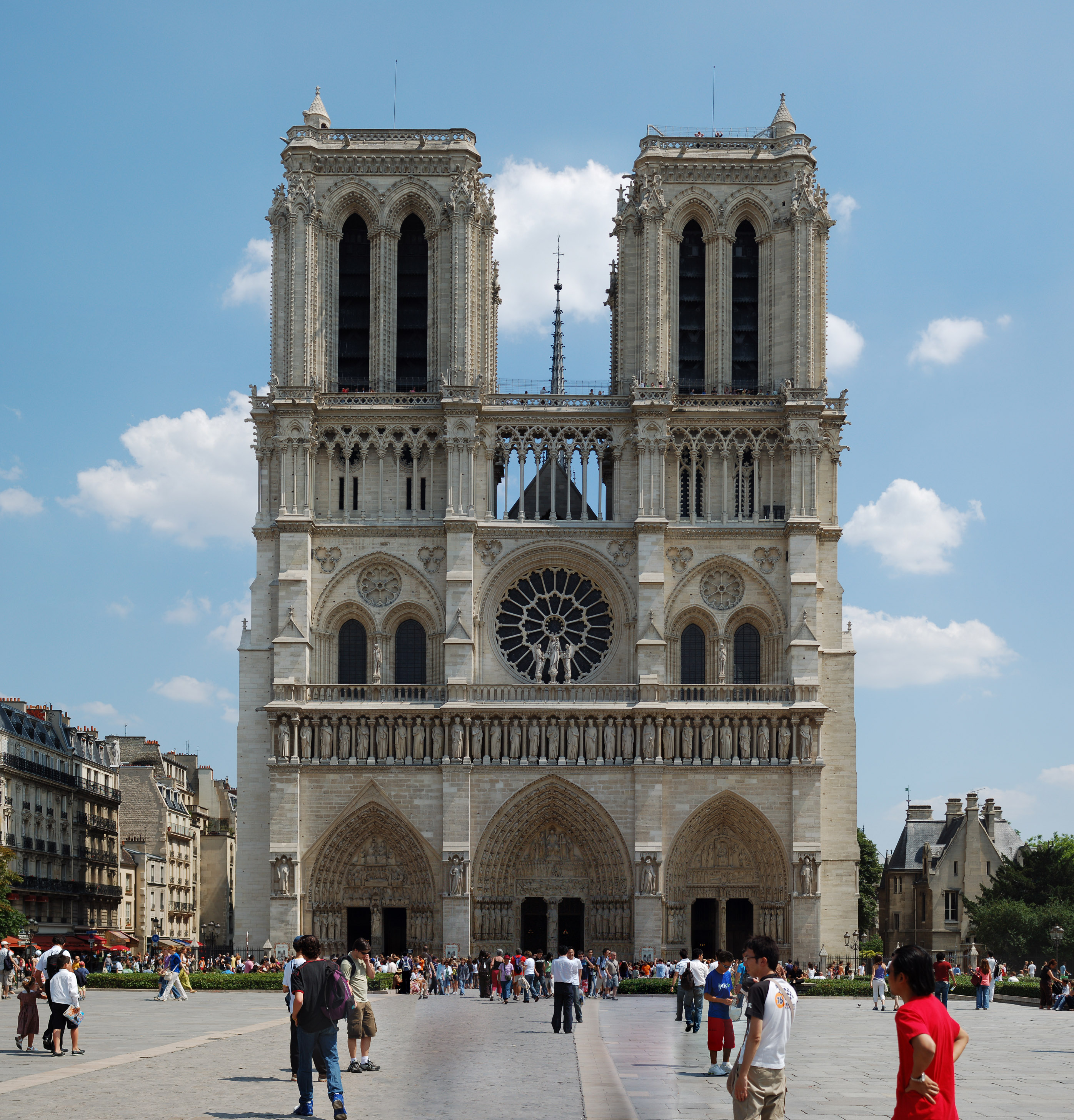
Die Kathedrale Notre-Dame de Paris, Bischofskirche des Erzbistums Paris

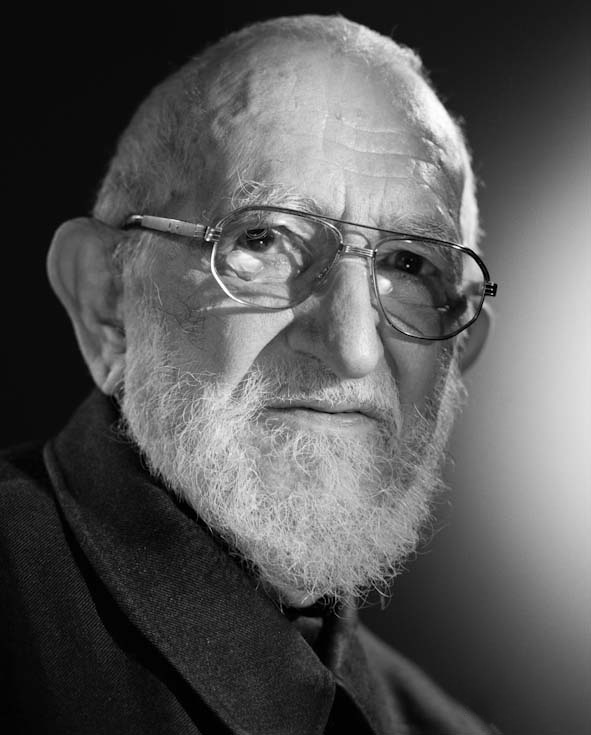
Abbé Pierre, Priester und bis zu seinem Tod 2007 die bekannteste Persönlichkeit des Landes

Die römisch-katholische Kirche in Frankreich (französisch Église catholique, korrekt, aber selten verwendet Église catholique romaine) ist die zahlenmäßig größte Konfession des Landes.
Die katholische Kirche hat in der Geschichte Frankreichs auch eine erhebliche kulturelle und politische Rolle gespielt.

## Katholiken in Frankreich
In Frankreich bekannten sich 2012 etwa 40.000.000 Menschen zur katholischen Kirche. Auf Grund sehr unterschiedlicher Befragungsresultate kann der Bevölkerungsanteil nur grob zwischen 54 % und 66 % geschätzt werden.

## Struktur

Kirchenprovinzen und Diözesen in Frankreich

Der römisch-katholischen Kirche unterstehen auf französischem Staatsgebiet kirchenrechtlich 23 Erzbistümer sowie 74 Bistümer nach lateinischem Ritus. Das zentrale Organ der französischen Bischöfe ist die Französische Bischofskonferenz (Conférence des évêques de France). Besonderheiten stellen das gallikanische Ordinariat und die territoriale Prälatur dar. Die in Frankreich beheimateten und mit der römisch-katholischen Kirche unierten griechisch-katholischen Christen armenischer und ukrainischer Herkunft werden in einer armenischen Eparchie und einem ukrainischen apostolischen Exarchat pastoral betreut.

## Geschichte

### Anfänge des Christentums in Frankreich
Einer Legende zufolge soll Lazarus von Bethanien im ersten Jahrhundert der erste christliche Bischof von Marseille gewesen sein. Tatsächlich wurden die dem Heiligen Lazarus zugeschriebenen Reliquien (die ursprünglich aus Zypern stammen) erst 1204 durch Kreuzfahrer nach Marseille gebracht. Im Jahr 1146 wurden die Reliquien in die Kathedrale von Autun überführt, wo sie heute noch verwahrt werden. Der Kirchenvater Irenäus von Lyon berichtet über Christenverfolgungen und den Märtyrertod seines Vorgängers Pothinus im Jahr 177 im damaligen gallo-römischen Lugdunum (heute Lyon). Trotz gelegentlicher Verfolgungen konnte sich das Christentum in der römischen Provinz Gallien immer weiter ausbreiten, bis es im Jahr 313 unter Kaiser Konstantin dem Großen mit der sogenannten Mailänder Vereinbarung dauerhafte staatliche Duldung erhielt. Unter Theodosius I. († 395) wurde das Christentum faktisch zur Staatsreligion des Römischen Reichs erhoben. An der Ausbreitung hatten Missionare und Bischöfe wie der Heilige Martin von Tours, der heute als Schutzpatron Frankreichs gilt, wesentlichen Anteil. Nach dem Untergang des Weströmischen Reichs wurde das Territorium des heutigen Frankreich durch die germanischen Völker der Franken (im Nordosten), der Westgoten (im Südwesten) sowie der Burgunder (im Südosten) in Besitz genommen. Als einziges der größeren germanischen Völker der Völkerwanderungszeit nahmen die Franken den katholischen Glauben an (Taufe des Merowingerkönigs Chlodwig I. etwa im Jahr 500 n. Chr.), während die anderen germanischen Völker zum arianischen Glauben konvertierten. Dadurch sicherte sich Chlodwig die Unterstützung der dominierenden christlichen Kirche. Besiegelt wurde die enge Verbindung zwischen nunmehr römisch-katholischer (d. h. mit Dominanz des Bischofs von Rom) Kirche mit der Krönung des Frankenkönigs Karl zum römischen Kaiser im Jahr 800 n. Chr.

### Reformation und Frühe Neuzeit
In der Reformationszeit wurde in Frankreich eigentlich nur eine neue religiöse Gruppe gegründet. Diese waren die Hugenotten, die sich jedoch besonders schnell in Südost- und Südwestfrankreich ausbreiteten. Große Hochburgen waren zum Beispiel die Gascogne, Béarn und das Königreich Navarra. Die Hugenotten waren eine besondere Ausprägung der Calvinisten, deren Lehren in der späten Herrschaftszeit Franz’ I. nach Frankreich kamen. Doch auch schon zuvor gab es viele Gelehrte, die reformationsähnliche Gedankengänge hatten, z. B. Guillaume Budé. Man ging seitens der Krone zunächst mit Gewalt gegen die Hugenotten vor. Die Verfolgungen gipfelten zur Herrschaftszeit Karls IX. mit der Bartholomäusnacht, angetrieben von der Mutter des Königs, Katharina de Medici, die als strenge Katholikin die Hugenotten ausrotten wollte. In dieser Zeit bekam die Katholische Kirche große Kritik (seitens protestantischer Länder) zu spüren. Nach erbitterten Kämpfen mit der protestantischen Opposition schlug Karls Nachfolger Heinrich III. einen eher moderaten Kurs ein und verbündete sich sogar mit dem protestantischen König Navarras, Heinrich. Darauf reagierte die Katholische Kirche empört. Konsequenzen für Heinrich III. waren Protest des Papstes, die Bildung einer mächtigen katholischen Opposition, der Heiligen Liga (unter der Führung von Henri de Lorraine, Herzog von Guise) und seine Ermordung durch einen Dominikaner. Es war erst Heinrich IV., der frühere König von Navarra, der nach langen Kämpfen und seiner Konversion zum Katholizismus die Mehrheit Frankreichs versöhnte. Trotzdem gab es eine Gruppe von Katholiken, die Dévots, die gegen Heinrich IV. agierten (wie der Herzog von Biron). François Ravaillac, der dieser Gruppe hinzugerechnet wird, ermordete ihn schließlich.
1789, am Vorabend der Französischen Revolution, war die Spitze der französischen Kirche weiterhin fest mit den Machteliten des Ancien Régime verwoben. Von 130 Bischöfen waren 126 Adelige und nur 4 Bürgerliche.

### 19. Jahrhundert
Am 15. Juli 1801 schlossen Papst Pius VII. und Napoleon Bonaparte ein Konkordat, das das Verhältnis der katholischen Kirche in Frankreich zum französischen Staat erneut definierte und bis 1905 in Kraft blieb. In den kommenden Jahren kam es zur Wieder- und Neuerrichtung zahlreicher Bistümer.
Im Verlauf des 19. Jahrhunderts kam es zur Gründung zahlreicher Ordensgemeinschaften für Krankenpflege, Schule und Mission. In die Orden traten viele Menschen der Landbevölkerung ein, wo die Volksfrömmigkeit stark war. Es gab unter anderem wegen stark sinkender Kindersterblichkeit ein starkes Bevölkerungswachstum. Die Zahl der vor allem in den Missionen der französischen Kolonien wirkenden Ordensleute war groß.
Besondere Bedeutung erhielt in der zweiten Hälfte des Jahrhunderts der Wallfahrtsort Lourdes, wo die hl. Bernadette Soubirous 1858 mehrere Marienerscheinungen hatte. Innerhalb weniger Jahre wurde Lourdes zum bedeutendsten Wallfahrtsort Europas.
In vielen katholischen Landeskirchen Europas gab es von etwa 1870 bis 1910 einen ausgeprägten Antimodernismus. Der Antimodernismus wendete sich – ausgehend von Dekreten Pius’ IX. (Papst von 1846 bis 1878) – gegen gesellschaftliche und politische Reformen zur Durchsetzung von Menschenrechten und Demokratie.
Ein Höhepunkt antimodernistischer Tendenzen in der katholischen Kirche war 1910 die Verpflichtung aller Priester auf das Ablegen des sogenannten Antimodernismus-Eids: ab dem 1. September 1910 waren sie ausdrücklich verpflichtet, die im Syllabus errorum (Liste der Irrtümer) genannten Irrtümer abzulehnen. Auch in Frankreich gab es einen gewissen Ultramontanismus.

### 20. Jahrhundert
Nach dem Zusammenbruch des zweiten Kaiserreiches (das von 1852 bis 1870 währte) kam es immer wieder zu politischen Auseinandersetzungen, da weite Teile der Bevölkerung einer Republik skeptisch gegenüberstanden. Sie wurden oft als Royalisten bezeichnet und von vielen Bischöfen gefördert. Ein wachsender Antiklerikalismus und die Dreyfus-Affäre führten die politische Linke 1902 zum Sieg bei der Parlamentswahl. Émile Combes wurde Ministerpräsident; das Kabinett Combes trat am 7. Juni 1902 an. Combès ordnete per Dekret vom 10. Juli 1902 die Schließung aller nicht vom Staat genehmigten Privatschulen an, wovon etwa 3.000 katholische Schulen betroffen waren. Auch die Besoldung der Bischöfe wurde eingestellt. Im Juli 1902 wurden dann alle Ordensgemeinschaften aufgehoben und am 7. Juli 1904 ein Verbot von Neugründungen erlassen. Der 9. Dezember 1905 brachte das Gesetz zur Trennung von Kirche und Staat (siehe auch Laizismus); der französische Staat kündigte einseitig das Konkordat. Alle religiösen Symbole wurden aus den öffentlichen Gebäuden entfernt und der Religionsunterricht in den Schulen wurde abgeschafft. Sämtliche Kirchenbauten kamen in den Besitz des Staates, der seither für ihre Unterhaltung zuständig ist. Die staatliche Besoldung des Klerus endete.

### Finanzen
In Frankreich wird keine Kirchensteuer erhoben. Aufgrund der strikten Trennung von Kirche und Staat (Laizismus) finanziert sich die Kirche aus den freiwilligen Beiträgen ihrer Mitglieder. Zum Kirchenzehnt (denier d’eglise), zu dem die Diözesen jährlich aufrufen, steuert aber nur eine Minderheit der Katholiken bei. Beispielsweise spendeten 2012 rund 1,25 Mio. Menschen einen Beitrag zum Kirchenzehnt.
Im Jahr 2012 nahm die katholische Kirche in Frankreich 613,4 Mio. Euro ein. Die Einnahmen stützten sich auf fünf Einnahmequellen: 2012 betrug der Kirchenzehnt durchschnittlich 40 % der Einnahmen der Kirche, die sie zur Bezahlung ihrer Priester und übrigen Mitarbeiter sowie zur Deckung der anderen Kosten verwendet. Kollekten in den Messen trugen zu 25 % bei, Stolgebühren 13 %, Messstipendien 8 % und Vermächtnisse 14 %.

### Sonderstatus von Elsass-Lothringen
Die katholische Kirche in den Départements Bas-Rhin, Haut-Rhin und Moselle, also in den Gebieten, die 1871–1918 als Reichsland Elsass-Lothringen zum Deutschen Reich gehörten, genießt gewisse Vorrechte. Dies rührt daher, dass diese Territorien von der Trennung von Kirche und Staat nicht betroffen waren. Auch nach der Wiederangliederung an Frankreich übertrug man das Gesetz nicht auf diese Gebiete, sondern beließ es beim schon vor 1871 gültigen Recht, das auf dem napoleonischen Konkordat aus dem Jahr 1801 beruhte. Daher werden in diesem Gebiet katholische Priester, protestantische Pfarrer und Rabbiner vom Staat bezahlt, an öffentlichen Schulen wird katholischer und protestantischer Religionsunterricht erteilt.

### Gegenwart
Statistische Angaben zur katholischen Kirche in Frankreich:
- 94 Bistümer (plus ein Militärbistum, ein Bistum der Mission de France und acht Bistümer in den französischen Überseegebieten)
- 12.054 Pfarreien (2018)
- 11.606 Priester (2016)
- 24.971 Ordensschwestern (2015)
- 249.921 Taufen (2016)
- 44.009 Firmungen (2016)
- 54.402 kirchliche Heiraten (2016)
- ungefähr 80 % der Beerdigungen sind katholische Begräbnisfeiern
- 125 Priesterweihen (2018)

Der Heilige Stuhl und Frankreich unterhalten volle diplomatische Beziehungen. Vertreter des Heiligen Stuhls ist der Apostolische Nuntius in Frankreich. Seit Januar 2020 ist dies Erzbischof Celestino Migliore.

### Missbrauch in der römisch-katholischen Kirche in Frankreich
Eine unabhängige Kommission, deren Gründung französischen Bischöfe im November 2018 in Auftrag gegeben hatten, kam in einem im Oktober 2021 veröffentlichten Untersuchungsbericht zu dem Fazit, dass in Frankreich seit den 1950er-Jahren 216.000 Priester, Ordensleute und andere Mitarbeiter der römisch-katholischen Kirche Kinder und Jugendliche missbraucht haben. Unter Einbeziehung von weiteren Einrichtungen, die von der Kirche in Frankreich betrieben werden, geht die Studie der Kommission von insgesamt 330.000 Opfern aus. Die Kommission selbst habe etwa 2700 Opfer identifiziert. Der 2500 Seiten umfassende Bericht zählt zwischen 2900 und 3200 potenzielle Täter; zwei Drittel sollen Priester oder ehemalige Priester gewesen sein. 80 Prozent der Opfer seien Jungen im Alter zwischen zehn und 13 Jahren gewesen, 20 Prozent Mädchen unterschiedlicher Altersgruppen. Fast ein Drittel der Taten seien Vergewaltigungen gewesen.